# Truesdale (Missouri)
Truesdale é uma cidade localizada no estado americano de Missouri, no Condado de Warren.

## Demografia
Segundo o censo americano de 2000, a sua população era de 397 habitantes.
Em 2006, foi estimada uma população de 594, um aumento de 197 (49.6%).

## Geografia
De acordo com o United States Census Bureau tem uma área de
2,9 km², dos quais 2,9 km² cobertos por terra e 0,0 km² cobertos por água.

## Localidades na vizinhança
O diagrama seguinte representa as localidades num raio de 20 km ao redor de Truesdale.